# Exsurge Domine

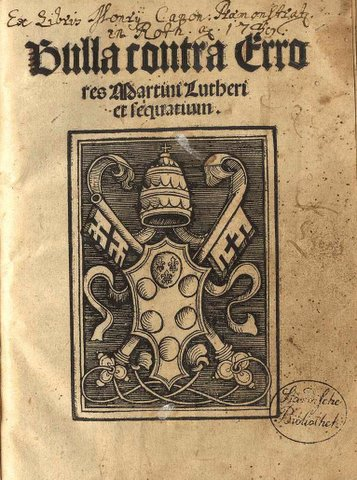
Capa da bula.

Exsurge Domine (do latim "Levanta-Te, ó Senhor") é a bula pontifícia emitida pelo Papa Leão X em 15 de junho de 1520, em resposta às 95 teses de Martinho Lutero e aos seus escritos sucessivos. Dessas 95, o Papa reconhecia como válidas 54 teses, mas pedia que Lutero se retratasse por 41 delas, assim como por outros erros especificados, oferecendo um prazo de 70 dias a partir da sua publicação.
Ainda que a bula não criticasse diretamente todos os pontos tocados pelo então monge Lutero, a mesma proibia que em todos os países católicos fosse publicada, vendida e lida qualquer literatura que contivesse os pontos e as críticas contidas nas 95 teses, solicitando às autoridades seculares que se encarregassem de respeitar e fazer respeitar a bula em seus territórios.
O prazo final de 10 de dezembro de 1520 foi o dia em que Lutero queimou a sua cópia da bula juntamente com os volumes do Código de Direito Canônico.

## História
O impulso histórico para esta bula surgiu de um esforço para fornecer uma resposta papal decisiva à crescente popularidade dos ensinamentos de Lutero. A partir de janeiro de 1520, foi convocado um consistório papal para examinar a fidelidade de Lutero aos ensinamentos da Igreja Católica. Pouco tempo depois, produziu uma lista apressada de vários erros percebidos nos seus escritos, mas os funcionários da Curia acreditavam que era necessária uma análise mais aprofundada. O comité foi reorganizado e, posteriormente, produziu um relatório determinando que apenas alguns dos ensinamentos de Lutero poderiam ser potencialmente considerados heréticos ou erróneos do ponto de vista da teologia católica. Os seus outros ensinamentos, percebidos como problemáticos, foram considerados merecedores de um menor grau de censura teológica, incluindo as designações "escandaloso" ou "ofensivo para os ouvidos piedosos".
Johann Eck envolveu-se posteriormente nesses procedimentos. Tinha confrontado Lutero pessoalmente um ano antes na Disputa de Leipzig e obtido cópias das condenações emitidas contra Lutero pelas universidades da Colónia e da Leuven. Numa carta a um amigo, Eck disse que se envolveu porque "mais ninguém estava suficientemente familiarizado com os erros de Lutero". Pouco depois de se ter juntado ao comité, quando este já se encontrava a meio das suas deliberações, começou a exercer a sua considerável influência no rumo que o comité tomou posteriormente.
O comité de que Eck fazia parte era composto por cerca de quarenta membros, entre os quais cardeais (entre os quais se encontrava o Cardeal Caetano), teólogos e canonistas. Os líderes das três principais ordens mendicantes, a Dominicanos, Franciscanos e Agostinianos, estavam representados. O ponto central dos procedimentos do comité era a questão de saber se (e de que forma) Lutero e os seus ensinamentos deveriam ser formalmente condenados. Alguns membros argumentaram que o apoio popular a Lutero na Alemanha tornava demasiado politicamente arriscado emitir uma bula naquela época. Os teólogos apoiaram a condenação imediata de Lutero. Mas os canonistas defenderam uma posição mediadora: Lutero deveria receber uma audiência e uma oportunidade de se defender antes de ser excomungado como herege. Por fim, o comité negociou um acordo. Lutero não seria ouvido, mas ser-lhe-ia oferecido um prazo de sessenta dias para se arrepender antes de serem tomadas novas medidas. 
Antes do envolvimento de Eck, Caetano tinha manifestado o seu desejo de que os membros do comité examinassem todo o contexto dos escritos de Lutero e especificassem distinções cuidadosas entre os vários graus de censura a aplicar aos ensinamentos de Lutero. A abordagem de Eck era notavelmente diferente. Obrigou a comissão a aprovar uma decisão final para garantir uma publicação rápida.  Como resultado, o texto finalmente redigido continha apenas uma lista de várias declarações de Lutero percebidas como problemáticas. Não houve qualquer tentativa de fornecer respostas específicas às proposições de Lutero com base nas Escrituras ou na tradição católica, nem qualquer esclarecimento sobre qual o grau de censura teológica que deveria ser associado a cada proposição listada. Todas as afirmações citadas deveriam ser condenadas no seu conjunto (in globo) como heréticas, escandalosas, falsas, ofensivas para os ouvidos piedosos ou sedutoras de mentes simples. Eck pode ter empregado esta táctica para associar mais fortemente a mancha de erro a todos os ensinamentos censurados de Lutero. No entanto, esta fórmula in globo para a censura já tinha sido empregue pelo anterior Concílio de Constança para condenar várias proposições retiradas dos escritos de Jan Hus.
Quando os membros do comité obtiveram um acordo entre si quanto à seleção de quarenta e uma proposições que consideravam problemáticas, foram subsequentemente submetidos ao rascunho do texto para Leão X. Juntou um prefácio e uma conclusão e emitiu o documento como uma bula papal oficial a 15 de junho de 1520. Cópias foram impressas, autenticadas, seladas e distribuídas a núncios papais especialmente nomeados que foram encarregados de divulgar a bula, especialmente nas regiões onde os seguidores de Lutero eram mais ativos, e garantir que as suas instruções eram executadas.